# Gelasinospora endodonta
Gelasinospora endodonta är en svampart som först beskrevs av Malloch & Cain, och fick sitt nu gällande namn av Arx 1973. Gelasinospora endodonta ingår i släktet Gelasinospora och familjen Sordariaceae.   Inga underarter finns listade i Catalogue of Life.